# Daniel Weinstock
Daniel Weinstock es uno de los filósofos canadienses más reconocidos en el ámbito de la teoría política y, más precisamente, en cuestiones éticas referidas al nacionalismo y los conflictos de justicia en los estados plurinacionales. Discípulo de Charles Taylor y de John Rawls, ha reflexionado en numerosos libros y artículos sobre la integración de la diversidad cultural y moral en el marco de las sociedades democráticas. Formó parte del grupo de trabajo del Ministerio de Educación en el Quebec sobre religión en las escuelas, y desde el año 2003 dirige el Quebec’s Public Health Ethics Committee. Actualmente es profesor de derecho en la Universidad McGill, donde enseña derecho y filosofía. Es también profesor invitado en la Universidad Pompeu Fabra de Barcelona. Entre su obra, destacan Philosophy in age of pluralism (Cambridge Univ. Press, 1994), Constitutionalizing the Right to Secede (Journal of Political Philosophy, 2001), Global Justice, Global Institutions (Univ. Calgary Press, 2007), Deliberative Democracy in Practice (Washington Press, 2010), Political Neutrality: a re-evaluation (Palgrave MacMillan, 2014).